# 玉眞院
 玉眞院（ぎょくしんいん）は、東京都世田谷区瀬田四丁目にある真言宗智山派の寺院。玉川大師の通称で知られる。

## 歴史
創建は大正時代で、龍海大和尚により大師堂が、その後6年の歳月をかけて、昭和9年（1934年）に竜海阿闍梨が地下仏殿を建立した。
地下仏殿は地下5メートルの深さの場所に、長さ100メートルにも及ぶ総鉄筋コンクリート造りの拝殿である。日本でも有数の地下霊場である。
地下仏殿は仏の胎内をかたどっており、胎内には石仏が300体あると言われている。
これらの石仏を拝むと四国八十八ヶ所・西国三十三ヶ所を巡ったのと同じご利益があるとされている。
本尊の弘法大師像は高さ2メートル20センチ、重さ約2トンの御影石でできている。
毎月21日には護摩供、正月と5月、10月には四国から来た土砂を踏む「お砂ふみ修行」の行事がある。

## 主な施設
- 本堂
- 地下霊場
- ぼけ封じ観世音菩薩像（ボケ封じに利益があるとされる）
- 水子地蔵尊像
- 安産子育地蔵尊（地元在住の助産師を顕彰して作られたもの）
- 不動明王像

## アクセス
- 東急田園都市線・東急大井町線二子玉川駅より徒歩約10分
- 本殿の拝観は無料。地下霊場への入堂は灯明料として一人500円以上支払う。いずれも日中の時間帯のみ受け付け。
- 駐車施設:なし

## 近隣施設
- 両親閣東京別院（敬親玉川教会） - 隣接する
- 玉川寺（身延山関東別院）
- 瀬田玉川神社